# Zophiuma pupilata
Zophiuma pupilata är en insektsart som först beskrevs av Stsl 1863.  Zophiuma pupilata ingår i släktet Zophiuma och familjen Lophopidae. Inga underarter finns listade i Catalogue of Life.